# Gregor Mühlberger
Gregor Mühlberger (født 4. april 1994) er en professionel cykelrytter fra Østrig, der er på kontrakt hos Movistar Team.
I 2017 blev han østrigsk mester i linjeløb. Samme år vandt han Rund um Köln.